# Res Jost
Res Jost  (Berna, 10 de janeiro de 1918 — Zurique, 3 de outubro de 1990) foi um físico suíço.

## Biografia
Res Jost nasceu em 10 de janeiro de 1918, em Berna. Era filho do professor de física Wilhelm Jost e de Hermine Spycher. Em 1949, Jost casou-se com a física vienense Hilde Fleischer. Estudou em Berna e na Universidade de Zurique, onde obteve o doutorado em 1946 sob a orientação do físico alemão Gregor Wentzel. Depois, passou meio ano com Niels Bohr em Copenhague, onde introduziu a função de Jost na teoria de espalhamento. Em seguida, trabalhou como assistente de Wolfgang Pauli em Zurique.
De 1949 a 1955, esteve no Institute for Advanced Study em Princeton, onde trabalhou com Walter Kohn, Joaquin Mazdak Luttinger e Abraham Pais, entre outros. A partir de 1955, foi professor associado de física teórica na ETH Zürich e, a partir de 1959, tornou-se professor titular. Em 1964, ele e Rudolf Haag fundaram o periódico Communications in Mathematical Physics. Res Jost faleceu em 3 de outubro de 1990, em Zurique.
Jost pesquisou a teoria de espalhamento quântico (incluindo a teoria de espalhamento inversa: reconstrução de potenciais a partir de dados de espalhamento) e a teoria quântica de campos matemática. Em 1958, usando os métodos de Arthur Strong Wightman, demonstrou o Teorema PCT, e em 1957 introduziu a representação de Jost–Lehmann–Dyson, uma representação integral do valor esperado do conmutador de dois operadores de campo.

## Obras
- Jost: The general theory of quantized fields, AMS, 1965
- Jost: Das Märchen vom Elfenbeinernen Turm. Reden und Aufsätze, Springer 1995 (Herausgegeben von Klaus Hepp, u.a. über Physikgeschichte bei Planck, Einstein, Faraday, Dirac, Mach, mit biographischer Note von Abraham Pais und Autobiographischem von Jost), ISBN 3-540-594760